# Croton milanjensis
Espèce
Classification APG III (2009)
Croton milanjensis est une espèce de plantes à fleurs du genre Croton et de la famille des Euphorbiaceae présente sur Madagascar.